# آندرئاس آخنباخ
آندرئاس آخنباخ (انگلیسی: Andreas Achenbach؛ ۲۹ سپتامبر ۱۸۱۵ – ۱ آوریل ۱۹۱۰) یک نقاش اهل آلمان بود.